# Кабрера, Андрес
Андрес Кабрера (исп. Andrés Cabrera; 1430, Куэнка — 4 октября 1511, Мадрид) — кастильский финансист, политик и военный еврейского происхождения; майордом, советник и казначей короля Кастилии Энрике IV (1462 год — он также получил Орден Сантьяго — ранее он был пажом Энрике с 1451 года и старшим камареро с 1455 года) и сторонником Изабеллы Католической в войне за кастильское наследство. Его жена (с 1467 года) Беатрис де Бобадилья, была одной из самых влиятельных фигур при дворе из-за его близости и дружбы с инфантой Изабеллой, будущей королевой Изабеллой Католичкой. Это было решающим в сближении Андреса с партией Изабеллы в его политической карьере.

## Биография
Король Энрике IV, помимо того, что назначил его казначеем Сеговии и Куэнки (1465 г.), доверил ему пост старшего судьи города Сеговии (1468 г.) и алькайда Алькасара Сеговии (1470 г.), ключевую должность от которым он смог усилить влияние сторонников Изабеллы не только в городе, но и во всем королевстве, контролируя королевскую казну.
В награду за его поддержку королева Изабелла Католичка пожаловала ему титул маркиза Мойя (город Мойя в провинции Куэнка), который уже был пожалован ему королем Энрике IV в 1463 году. В завещании Изабеллы Католической (1504 г.) обширный абзац посвящен подтверждению привилегий, предоставленных ему и его жене.
Андрес Кабрера выделился во внутренней борьбе города Сеговия, где ему удалось предотвратить восстание против новых христиан. В 1476 году его враги воспользовались его отсутствием в городе, чтобы спровоцировать бунт с требованием его увольнения, что отрицала сама королева, обвинив в мятеже предыдущего алькайда Мальдонадо.
Он участвовал в различных военных действиях против Гранадского эмирата: боях под Малагой, Гуадиксом, Басой и самой Гранадой, свидетелем капитуляции которых он был (25 ноября 1491 г.).
Сын Педро Лопеса де Мадрида и Марии Алонсо де Кабрера. Он был связан с богатым уроженцем Сеговии Авраамом-Старшим, главным раввином Кастилии и сборщиком налогов, с которым он поддерживал тесные экономические и политические отношения, образуя группу знатных людей, в которую также входил главный бухгалтер Алонсо де Кинтанилья; одним из проектов которого было образование Святого Братства. Некоторые источники описывают их как буржуазную партию, защищающую интересы ремесленных городов в центре Кастилии, управляемую городским патрициатом из низшего дворянства и буржуазии.
Он покинул королевский двор вместе с женой после прибытия Филиппа Красивого, но когда вернулся Фердинанд Католик, он решил больше не появляться при дворце. Филипп I Красивый лишил его поста алькайда Алькасар-де-Сеговия, передав её дону Хуану Мануэлю, сеньору Бельмонте. Это решение не принял Андрес Кабрера, сыновья которого попытались вернуть его силой, воспользовавшись состоянием анархии в королевстве. На это действие яростно ответили некоторые сеговийские кабальеро, сторонники дона Хуана Мануэля, такие как Себастьян де Перальта и Алонсо де Гвадалахара, будущий ключевой персонаж Восстания комунерос.
Он умер в 1511 году, почти через десять месяцев после Беатрис, в возрасте 81 года, что было почти невозможно в то время.
Его останки лежат в городе Куэнка Карбонерас-де-Гуадасаон вместе с останками его жены Беатрис де Бобадилья. Здание находится в частной собственности и находится в полуразрушенном состоянии.

## Потомки
В браке Андреса и Беатрис родились следующие дети:
- Хуан Перес де Кабрера-и-Бобадилья (1456—1533), 2-й маркиз де Мойя, женат на Ане де Мендоса, дочери Диего Уртадо де Мендоса, 1-го герцога Инфантадо и его второй жены, Изабель Энрикес де Норонья.
- Фернандо де Кабрера-и-Бобадилья, 1-й граф Чинчон, женат на Терезе де ла Куэва-и-Толедо, дочери Франсиско Фернандес де ла Куэва-и-Мендоса , 2-го герцога Альбуркерке, одним из их сыновей является Андрес де Кабрера-Бобадилья-и-де-ла-Каве
- Франсиско де Кабрера-и-Бобадилья , епископ Сьюдад-Родриго и Саламанки.
- Диего де Кабрера-и-Бобадилья, рыцарь Ордена Калатравы, комендадор Вильяррубии и Суриты и, наконец, монах монастыря Санто-Доминго- де- Талавера-де-ла-Рейна (Толедо).
- Педро Кабрера де Бобадилья, монах-доминиканец, впоследствии рыцарь ордена Сантьяго и Сан-Хуан де Мальта, адмирал Императорского и Папского флота и знаменитый корсар
- Мария де Кабрера-и-Бобадилья, вышла замуж за Педро Фернандеса Манрике-и-Виверо, 2-го графа Осорно.
- Хуана де Кабрера-и-Бобадилья, замужем за Гарсией Фернандесом Манрике, 3-м графом Осорно.
- Изабель де Кабрера-и-Бобадилья, замужем за Диего Уртадо де Мендоса-и-Сильва, 1-м маркизом Каньете.
- Беатрис де Кабрера-и-Бобадилья, замужем за Бернардино де Ласкано, 3-м сеньором Ласкано.

## В художественной литературе
Персонаж Андреса Кабреры, которого играет Хорди Диас, появляется в телесериале «Изабель».